# Henrik Magnus von Buddenbrock
Henrik Magnus von Buddenbrock, född 22 juli 1685 i Livland, död 16 juli 1743 i Stockholm (avrättad), var en svensk friherre och militär.

## Biografi
Henrik Magnus von Buddenbrock blev överste 1717, generalmajor 1730 och generallöjtnant 1740, samt var chef för Hälsinge regemente mellan 1723 och 1738. Hans föräldrar var lantrådet Henrik Gotthard von Buddenbrock och Charlotta Cronman. Han var gift med Magdalena Elisabeth Rahm.
Buddenbrock gick i svensk militär tjänst 1702, och hade 1706 hunnit befordrats till kapten vid Smålands tremänningsregemente. Han var med i slaget vid Lesna 1708 och Poltava 1709 och följde med vid Karl XII:s flykt över Dnepr till Bender i Turkiet. Han blev fången vid Stralsunds kapitulation men lyckades bli frigiven och deltog 1717–1719 i fälttåget mot Norge. 1719–1720 ledde von han försvaret av Västerbotten mot ryssarnas härjningar. Han utnämndes 1717 till överste och chef för Västerbottens regemente. 1723 förflyttades han till regementschef för Hälsinge regemente, blev generalmajor 1730 och 1740 nådde han graden som generallöjtnant. 1731 upphöjdes han till friherrligt stånd. 1738 hade han blivit chef för Närkes och Värmlands regemente, 1739 sändes han till trupperna i Finland, och blev 1740 tillförordnad överbefälhavare där.
Vid 1738 års riksdag var han medlem av "lilla generalitetet" (som de sex generalmajorer kallades, vilka var enade och bildade medelpunkten för de krigslystna bland officerarna), och slutligen var han en av de tolv, vilka sekreta utskottet 1739 valde att utarbeta en "plan till rikets försvar och säkerhet" och vilka i det beryktade så kallade "sekreta bihanget" utpekade krig mot Ryssland som den yppersta planen. Buddenbrock var en av Hattpartiets ivrigaste medlemmar.
Buddenbrock hade tidigt involverat sig i politiken och stött hattarnas politik, men spelade i början av 1730-talet en ganska undanskymd roll. Först efter hattarnas valseger 1738 kom han att få en viktigare roll inom politiken. När hattarnas krig mot Ryssland inleddes – ett krig som han ivrigt stödde – blev han tilldelad en avgörande roll. Redan i början av kriget blev en avdelning av svenska hären under Wrangel, som inte lydde Buddenbrocks uppmaning till försiktighet, slagen vid Villmanstrand. De soldater som inte hade flytt mejades ner av ryssarna; omkring 2000 soldater på den svenska sidan fick sätta livet till. 
Hattarnas ryska krig slutade i tragik och Buddenbrock fick tillsammans med Charles Emil Lewenhaupt bära den tyngsta skulden. De dömdes till döden för försumlighet. Buddenbrock ansökte om att bli avrättad genom arkebusering men hans begäran avslogs och han dog genom halshuggning. Av misstag fraktades Buddenbrocks huvud till Övedskloster och ligger begravt på Öveds kyrkogård.
Buddenbrocks dotter Ulrika Dorothea von Buddenbrock gifte sig 1743 med kornetten Isaac Tham.